# Школа права (серіал)
Школа права (кор. 로스쿨) — південнокорейський серіал, що розповідає історію про студентів престижної юридичної школи, в якій трапляється містичне вбивство професора. Телесеріал транслювався на телеканалі JTBC щосереди та щочетверга з 14 квітня по 9 червня 2021. У головних ролях Кім Мьон Мін, Кім Бом, Рю Хє Йон та Лі Чон Ин.

## Сюжет
Події розгортаються в престижній школі права університету Ханґук, до якої потрапляють найкращі студенти, серед них і герої цього серіалу. Однак, до і так складного життя студентів, які з усіх сил намагаються поєднувати непросте навчання з особистими проблемами, додається ще й містичне вбивство одного із викладачів школи права, професора Со Пьон Джу. Підозра падає на одного із найвимогливіших викладачів школи, Ян Джон Хуна, однак він вирішує перетворити цю подію на ще один елемент навчання. Таким чином він доручає своїм студентам розслідування цієї справи з метою пошуку справжньої істини. Тепер на плечі студентів, крім власних проблем та зусиль покладених на здобуття хороших оцінок, лягає ще пошук правди і доведення невинності професора Ян Джон Хуна.

## Акторський склад

### Головні ролі
- Кім Мьон Мін як Ян Джон Хун[5][6]

Колишній прокурор, який покинув прокуратору, коли не зміг довести одну справу до кінці. Тепер Джон Хун викладає предмет Кримінальне право в школі права університету Ханґук, він відомий своєю вимогливістю за що отримав кличку «Янкрат». Після вбивства професора Со, що сталося в школі, він стає головним підозрюваним. Джон Хун доручає своїми студентам розслідування вбивства професора Со.
- Кім Бом як Хан Джун Хві[6][5]

Студент першого курсу у школі права, що має найвищі оцінки на потоці. Він також є племінником професора Со, якого вбили в цій школі. Джун Хві починає разом із Соль А та іншими студентами розслідувати справу про вбивство професора.
- Рю Хє Йон як Кан Соль A[b][6][5]

Студентка першого курсу у школі права з бідної сім'ї, яка пройшла до школи завдяки тому, що переконала професора Ян Джон Хуна. Їй важко навчатися в школі, тому часто звертається по допомогу до своїх однокурсників, серед них і Хан Джун Хві. Після подій, що трапилося в школі, Соль А починає разом із Джун Хві та іншими студентами розслідувати справу про вбивство професора Со.
- Лі Чон Ин як Кім Ин Сук[6][5]

Колишня суддя, що тепер викладає предмет Цивільне право в школі права університету Ханґук. Вона отримали репутацію лояльної і дружньої професорки серед студентів, тому студенти її люблять. Ин Сук є близьким другом професора Ян Джон Хун, тому вона також намагається довести його невинність у справі про вбивство професора Со.

### Другорядні ролі

#### Студенти школи права
- Лі Су Ґьон як Кан Соль Бі[c][6][5]

Студентка першого курсу у школі права з багатої сім'ї. Її мати постійно вимагає бути найкращою в школі, через що з часом у Кан Соль Бі з її матір'ю виникає конфлікт.
- Лі Девід як Со Чі Хо[6][5]

Студент першого курсу у школі права. Він приховує від інших про те, що його батька вбили, а справжнього вбивцю так і не засудили. Тому він плекає надії про помсту.
- Ко Юн Джон як Чон Є Силь[6][5]

Студентка першого курсу у школі права. Вона має токсичні стосунки із сином депутата Ко Хьон Су, які з часом переростають у домагання.
- Хьон У як Ю Син Дже[6][5]

Студент першого курсу у школі права, що має найвищі оцінки на потоці. Він раніше навчався у медичному університет та отримав спеціалізацію лікаря-акушера, але потім вирішив навчатися на юриста. Крім того Син Дже має таємницю, яку приховує від інших.
- Лі Кан Джі як Мін Пок Кі

Студент першого курсу у школі права.
- Кім Мін Сок як Чо Є Бом

Студент першого курсу у школі права з бідної сім'ї.

#### Викладачі і посадові особи школи права
- Ан Не Сан як Со Пьон Джу[7]

Колишній прокурор, зараз працює адвокатом у великій юридичній фірмі і водночас викладає у школі права університету Ханґук. Він є дядьком Хан Джун Хві. Його вбивають за таємничих обставин.
- Кіль Хе Йон як О Чон Хі[5]

Колишня суддя Верховного суду, зараз директорка школи права університету Ханґук.
- У Хьон як Сон Тон Іль[7]

Голова відділу з друку і копіювання школи права університету Ханґук. Він 20 років тому встановив контейнер на території школи, де за гроші друкує та копіює матеріали для студентів і викладачів школи.
- О Ман Сок як Кан Чу Ман[5][8]

Віцедиректор школи права університету Ханґук, викладає предмет Конституційне право. Він є батьком Кан Соль Бі.

#### Офіс прокурора
- Пак Хьок Квон як Чін Хьон У

Прокурор, що розслідує справу вбивства професора Со.
- Кім Йон Джон як прокурор Кім

#### Сім'я Кан Соль А
- Сін Мі Йон як Ан Сук Джа

Мати Кан Соль А.
- Пак Со І як Кан Бьоль

Молодша сестра Кан Соль А.
- Рю Хє Йон як Кан Дан/Еріка Сін

Сестра-близнючка Кан Соль А з історією, що вона приховала від родини. Вони виїхала закордон у США.

#### Інші
- Чон Вон Джун як депутат Ко Хьон Су
- Лі Чхон Хі як Пак Кин Тхе
- Чо Че Рьон як Лі Ман Хо
- Лі Хві Чон як Ко Юн Чхан
- Пак Мі Хьон як Хан Хє Ґьон

Рідна мати Кан Соль Бі.

## Оригінальні звукові доріжки

### Повний альбом
| Law School (Original Television Soundtrack) | Law School (Original Television Soundtrack) | Law School (Original Television Soundtrack) | Law School (Original Television Soundtrack)                                  | Law School (Original Television Soundtrack) | Law School (Original Television Soundtrack) |
| #                                           | Назва                                       | Автор слів                                  | Автор музики                                                                 | Виконавець                                  | Тривалість                                  |
| ------------------------------------------- | ------------------------------------------- | ------------------------------------------- | ---------------------------------------------------------------------------- | ------------------------------------------- | ------------------------------------------- |
| 1.                                          | «We are»                                    | MaO                                         | Jayins, Naiv                                                                 | Лі Син Юн                                   | 3:23                                        |
| 2.                                          | «We are (Acoustic Ver.)»                    | MaO                                         | Jayins, Naiv                                                                 | Дарін                                       | 3:27                                        |
| 3.                                          | «X»                                         | Чхве Чон Ін, Safira.K                       | Чхве Чон Ін, Psycho Tension (Чон Сон Мін), Safira.K                          | Safira.K                                    | 2:38                                        |
| 4.                                          | «Scattered Pieces»                          | Чхве Чон Ін                                 | Чхве Чон Ін                                                                  | Чхве Чон Ін                                 | 1:27                                        |
| 5.                                          | «Monitus»                                   | Пак Чон Ин                                  | Пак Чон Ин                                                                   | Пак Чон Ин                                  | 3:07                                        |
| 6.                                          | «Justitia»                                  | Кім Йон Джон                                | Кім Йон Джон                                                                 | Кім Йон Джон                                | 2:38                                        |
| 7.                                          | «The Judge»                                 | Юн Чхе Йон                                  | Юн Чхе Йон                                                                   | Юн Чхе Йон                                  | 2:49                                        |
| 8.                                          | «Bell of Truth»                             |                                             | Пак Чон Ин                                                                   | Пак Чон Ин                                  | 3:19                                        |
| 9.                                          | «Yangcrates» (양크라테스)                   |                                             | Чхве Чон Ін                                                                  | Чхве Чон Ін                                 | 2:52                                        |
| 10.                                         | «Memory Circuit»                            |                                             | Пак Чон Ин                                                                   | Пак Чон Ин                                  | 2:43                                        |
| 11.                                         | «Dike»                                      |                                             | Юн Чхе Йон                                                                   | Юн Чхе Йон                                  | 1:41                                        |
| 12.                                         | «Provoke»                                   |                                             | Ім Мі Хьон                                                                   | Ім Мі Хьон                                  | 3:05                                        |
| 13.                                         | «Set the scale to Zero»                     |                                             | Кім Йон Джон                                                                 | Кім Йон Джон                                | 3:23                                        |
| 14.                                         | «Reasonable Suspicion»                      |                                             | Пак Чон Ин                                                                   | Пак Чон Ин                                  | 3:30                                        |
| 15.                                         | «Data Mining»                               |                                             | Чхве Чон Ін                                                                  | Чхве Чон Ін                                 | 1:13                                        |
| 16.                                         | «Heinous»                                   |                                             | Пак Чон Ин                                                                   | Пак Чон Ин                                  | 1:28                                        |
| 17.                                         | «Labyrinth»                                 |                                             | Кім Йон Джон                                                                 | Кім Йон Джон                                | 5:31                                        |
| 18.                                         | «Law Scales»                                |                                             | Ім Мі Хьон                                                                   | Ім Мі Хьон                                  | 1:43                                        |
| 19.                                         | «Legal Mind»                                |                                             | Пак Чон Ин                                                                   | Пак Чон Ин                                  | 2:13                                        |
| 20.                                         | «Ominous Presentiment»                      |                                             | Сін Хьон Пхіль                                                               | Сін Хьон Пхіль                              | 3:09                                        |
| 21.                                         | «Reminiscence»                              |                                             | Ім Мі Хьон                                                                   | Ім Мі Хьон                                  | 1:59                                        |
| 22.                                         | «Testify»                                   |                                             | Юн Чхе Йон                                                                   | Юн Чхе Йон                                  | 2:14                                        |
| 23.                                         | «No Way!»                                   |                                             | Пак Чон Ин                                                                   | Пак Чон Ин                                  | 3:32                                        |
| 24.                                         | «Alibi»                                     |                                             | Пак Чон Ин                                                                   | Пак Чон Ин                                  | 2:53                                        |
| 25.                                         | «Crime Scene»                               |                                             | Ім Мі Хьон                                                                   | Ім Мі Хьон                                  | 2:57                                        |
| 26.                                         | «Roll the Wheel»                            |                                             | Кім Йон Джон                                                                 | Кім Йон Джон                                | 1:54                                        |
| 27.                                         | «Sentimental»                               |                                             | Пак Чон Ин                                                                   | Пак Чон Ин                                  | 2:33                                        |
| 28.                                         | «Growth»                                    |                                             | Ім Мі Хьон                                                                   | Ім Мі Хьон                                  | 2:34                                        |
| 29.                                         | «Forgiveness»                               |                                             | Сін Хьон Пхіль                                                               | Сін Хьон Пхіль                              | 1:04                                        |
| 30.                                         | «Needle»                                    |                                             | Кім Йон Джон                                                                 | Кім Йон Джон                                | 3:34                                        |
| 31.                                         | «Reveals»                                   |                                             | Сін Хьон Пхіль                                                               | Сін Хьон Пхіль                              | 2:04                                        |
| 32.                                         | «X type 1»                                  | Чхве Чон Ін, Safira.K                       | Чхве Чон Ін, Psycho Tension (Чон Сон Мін), Safira.K                          | Safira.K                                    | 3:16                                        |
| 33.                                         | «X type 2»                                  | Чхве Чон Ін, Safira.K                       | Safira.K, Чхве Чон Ін, Psycho Tension (Чон Сон Мін), Psycho Tension (1&Only) | Safira.K                                    | 3:11                                        |

### Альбом частинами
| Law School (Original Television Soundtrack), Part 1 | Law School (Original Television Soundtrack), Part 1 | Law School (Original Television Soundtrack), Part 1 | Law School (Original Television Soundtrack), Part 1 | Law School (Original Television Soundtrack), Part 1 | Law School (Original Television Soundtrack), Part 1 |
| #                                                   | Назва                                               | Автор слів                                          | Автор музики                                        | Виконавець                                          | Тривалість                                          |
| --------------------------------------------------- | --------------------------------------------------- | --------------------------------------------------- | --------------------------------------------------- | --------------------------------------------------- | --------------------------------------------------- |
| 1.                                                  | «We are»                                            | MaO                                                 | Jayins, Naiv                                        | Лі Син Юн                                           | 3:23                                                |
| 2.                                                  | «We are (Inst.)»                                    |                                                     | Jayins, Naiv                                        | Лі Син Юн                                           | 3:23                                                |

| Law School (Original Television Soundtrack), Part 2 | Law School (Original Television Soundtrack), Part 2 | Law School (Original Television Soundtrack), Part 2 | Law School (Original Television Soundtrack), Part 2 | Law School (Original Television Soundtrack), Part 2 | Law School (Original Television Soundtrack), Part 2 |
| #                                                   | Назва                                               | Автор слів                                          | Автор музики                                        | Виконавець                                          | Тривалість                                          |
| --------------------------------------------------- | --------------------------------------------------- | --------------------------------------------------- | --------------------------------------------------- | --------------------------------------------------- | --------------------------------------------------- |
| 1.                                                  | «We are (Acoustic Ver.)»                            | MaO                                                 | Jayins, Naiv                                        | Дарін                                               | 3:27                                                |
| 2.                                                  | «We are (Acoustic Ver.) (Inst.)»                    |                                                     | Jayins, Naiv                                        | Дарін                                               | 3:27                                                |

| Law School (Original Television Soundtrack), Part 3 | Law School (Original Television Soundtrack), Part 3 | Law School (Original Television Soundtrack), Part 3 | Law School (Original Television Soundtrack), Part 3 | Law School (Original Television Soundtrack), Part 3 | Law School (Original Television Soundtrack), Part 3 |
| #                                                   | Назва                                               | Автор слів                                          | Автор музики                                        | Виконавець                                          | Тривалість                                          |
| --------------------------------------------------- | --------------------------------------------------- | --------------------------------------------------- | --------------------------------------------------- | --------------------------------------------------- | --------------------------------------------------- |
| 1.                                                  | «X»                                                 | Чхве Чон Ін, Safira.K                               | Чхве Чон Ін, Psycho Tension (Чон Сон Мін), Safira.K | Safira.K                                            | 2:38                                                |
| 2.                                                  | «X (Inst.)»                                         |                                                     | Чхве Чон Ін, Psycho Tension (Чон Сон Мін), Safira.K | Safira.K                                            | 2:38                                                |

## Рейтинги
Найнижчі рейтинги позначені синім кольором, а найвищі — червоним кольором.
| Серія            | Дата показу      | Середнє значення кількості переглядів | Середнє значення кількості переглядів | Середнє значення кількості переглядів |
| Серія            | Дата показу      | AGB Nielsen                           | AGB Nielsen                           |                                       |
| Серія            | Дата показу      | Загальнонаціональні                   | Сеул                                  |                                       |
| ---------------- | ---------------- | ------------------------------------- | ------------------------------------- | ------------------------------------- |
| 1                | 14 квітня 2021   | 5,113 %                               | 5,659 %                               |                                       |
| 2                | 15 квітня 2021   | 4,112 %                               | 4,531 %                               |                                       |
| 3                | 21 квітня 2021   | 4,338 %                               | 4,621 %                               |                                       |
| 4                | 22 квітня 2021   | 4,318 %                               | 4,908 %                               |                                       |
| 5                | 28 квітня 2021   | 4,473 %                               | 4,801 %                               |                                       |
| 6                | 29 квітня 2021   | 4,676 %                               | 5,345 %                               |                                       |
| 7                | 5 травня 2021    | 4,505 %                               | 5,346 %                               |                                       |
| 8                | 6 травня 2021    | 5,388 %                               | 6,044 %                               |                                       |
| 9                | 12 травня 2021   | 5,508 %                               | 5,645 %                               |                                       |
| 10               | 19 травня 2021   | 5,652 %                               | 6,547 %                               |                                       |
| 11               | 20 травня 2021   | 6,249 %                               | 6,796 %                               |                                       |
| 12               | 26 травня 2021   | 5,550 %                               | 6,005 %                               |                                       |
| 13               | 27 травня 2021   | 6,891 %                               | 7,702 %                               |                                       |
| 14               | 2 червня 2021    | 5,694 %                               | 6,241 %                               |                                       |
| 15               | 3 червня 2021    | 6,309 %                               | 6,723 %                               |                                       |
| 16               | 9 червня 2021    | 6,114 %                               | 6,523 %                               |                                       |
| Середнє значення | Середнє значення | 5,306 %                               | 5,840 %                               |                                       |

## Виноски
1. ↑  Точну дату виходу серіалу з українськими субтитрами вказати складно, тому зазначено період виходу в Кореї. Переважно різниця між виходом в Кореї і в Україні складає близько 4 тижнів.
2. ↑  В оригіналі використано англійську «А», яка читається як Ей. У серіалі є дві особи зі ім'я Кан Соль в юридичні школі і їх розрізняли, називаючи A та B.
3. ↑  В оригіналі використано англійську «B», але в українському перекладу від Нетфлікс — «Бі». У серіалі є дві особи зі ім'я Кан Соль в юридичні школі і їх розрізняли, називаючи A та B.
4. ↑  13 травня 2021 року жодна серія не траслювалася через показ 57-ої церемонії Премії мистецтв Пексан[19][20].